# Синій Бор
Синій Бор (рос. Синий Бор) — селище у Увельському районі Челябінської області Російської Федерації.
Входить до складу муніципального утворення Кичигинське сільське поселення. Населення становить 1054 особи (2010).

## Історія
Від 1924 року належить до Увельського району Челябінської області.
Згідно із законом від 17 вересня 2004 року органом місцевого самоврядування є Кичигинське сільське поселення.

## Населення
| 2002 | 2010  |
| ---- | ----- |
| 967  | ↗1054 |